# 弘・センチャイジム
弘・センチャイジム（コウタ・センチャイジム、2001年11月14日 - ）は、日本の男性ムエタイ選手、キックボクサー。東京都杉並区出身。センチャイムエタイジム所属。本名：大森 弘太（おおもり こうた）。

## 来歴
18歳のときに、プロレスラーを目指すもコロナの影響で目標にしていたプロレス団体が解散してしまったため、キックボクシングに目標を変更。仕事をしながらキックボクシングを続けた。
アマチュア時代の前半は、仕事とキックボクシングの両立に苦悩。
その後、本気でプロでやろうと決心をして正社員で働いていた職場を辞め、新しい練習環境を求めて2022年10月、センチャイムエタイジムに入門。入門後のアマ戦績は無敗。
2023年2月19日、プロデビュー。千葉キックRESISTANCE 2023で行われた第２試合で神威【カムイ】(FIGHT FARM)と対戦し、2R TKO勝利。デビュー戦を勝利で飾る。
2023年4月30日、RESISTANCE-11で行われた第6試合で切詰 大貴（武勇会）と対戦、判定負け【判定3-0】。プロ戦初敗北を喫する。
2023年9月17日、RESISTANCE-13で行われた第5試合で渡邉 雄太（マイウェイジム／INNOVATONライト級10位）と対戦、1R TKO勝利。
2023年12月10日、RESISTANCE-14で行われた第9試合で櫻井 健（HARDWORKER／INNOVATIONスーパーフェザー級3位）と対戦、判定勝利【判定3-0】。わずか国内5戦目でベテランの元王者に完勝。
2024年2月18日、Master's Pit 開館20周年記念大会「暴虎馮河2024」で行われた第5試合で伊世 虎雅（モリタキックボクシングジム）と対戦、2R TKO勝利。
2024年3月10日、後楽園ホールでおこわれたBigbang 48の第7試合で林 京平（湘南格闘クラブ/元Bigbangライト級王者）と対戦、1R KO負け。
2025年3月22日、ひがしんアリーナ（墨田区体育館）でおこわれたMuayThaiOpen 50の第11試合でクロスポイント吉祥寺所属の新田宗一朗選手（INNOVATIONスーパーフェザー級王者）と対戦、判定勝利【判定3-0】でムエタイオープン・ライト級王者に。

## 戦績
| キックボクシング 戦績 | キックボクシング 戦績 | キックボクシング 戦績 | キックボクシング 戦績 | キックボクシング 戦績 | キックボクシング 戦績 | キックボクシング 戦績 |
| --------------------- | --------------------- | --------------------- | --------------------- | --------------------- | --------------------- | --------------------- |
| 13 試合               | (T)KO                 | 判定                  | その他                | 引き分け              | 無効試合              |                       |
| 8 勝                  | 3                     | 3                     | 0                     | 0                     | 0                     |                       |
| 5 敗                  | 2                     | 3                     | 0                     | 0                     | 0                     |                       |

| 勝敗 | 対戦相手                   | 試合結果         | 大会名                    | 開催年月日     |
| ○    | 井上竜太                   | 0-2【判定勝利】  | RESISTANCE-20             | 2025年7月6日   |
| ○    | 新田宗一朗                 | 0-3【判定勝利】  | MuayThaiOpen 50           | 2025年3月22日  |
| ○    | 浅川大立                   | 0-3【判定勝利】  | MuayThaiOpen 49           | 2024年11月9日  |
| ×    | コムキョウ･ノー･ナクシン   | 3-0【判定負け】  | MuayThaiOpen 48           | 2024年8月24日  |
| ×    | ジョハン・エストゥピニャン | 1R KO負け        | ONE FRIDAY FIGHTS64       | 2024年5月24日  |
| ×    | 林 京平                    | 1R KO負け        | Bigbang 48                | 2024年3月10日  |
| ○    | 伊世 虎雅                  | 2R TKO勝利       | 暴虎馮河2024              | 2024年2月18日  |
| ○    | 櫻井 健                    | 3-0 【判定勝利】 | RESISTANCE-14             | 2023年12月10日 |
| ○    | 渡邊 雄太                  | 1R TKO勝利       | RESISTANCE-13             | 2023年9月17日  |
| ○    | 大河内 祐飛                | 2-0 【判定勝利】 | RESISTANCE-12             | 2023年7月9日   |
| ×    | シン ギ ハン               | 【判定負け】     | 海外                      | 2023年5月27日  |
| ×    | 切詰 大貴                  | 3-0【判定負け】  | RESISTANCE-11             | 2023年4月30日  |
| ○    | 神威                       | 2R TKO勝利       | 千葉キックRESISTANCE 2023 | 2023年2月19日  |